# Akrilnitril-butadién-sztirol
| Akrilnitril-butadién-sztirol                                                                                    |                              |
| |                              |
| \| \| \| |                              |
| Más nevek | Akrilnitril-butadién-sztirol |
| Kémiai azonosítók                                                                                               |                              |
| CAS-szám | 9003-56-9                    |
| PubChem | 24756                        |
| EINECS-szám | 618-371-8                    |
| InChIKey | XECAHXYUAAWDEL-UHFFFAOYSA-N  |
| Beilstein | 14668688                     |
| Kémiai és fizikai tulajdonságok                                                                                 |                              |
| Kémiai képlet                                                                                                   | (C8H8·C4H6·C3H3N)n           |
| Ha másként nem jelöljük, az adatok az anyag standardállapotára (100 kPa) és 25 °C-os hőmérsékletre vonatkoznak. |                              |
| |                              |

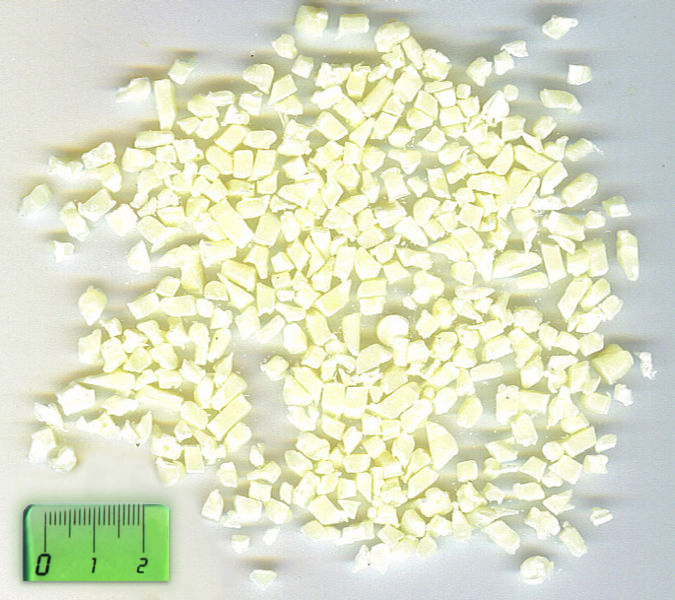
ABS granulátum

Az akrilnitril-butadién-sztirol (ABS) egy jó ütésálló képességgel, nagy keménységgel és szilárdsággal, jó hőállósággal és vegyszerállósággal rendelkező hőre lágyuló műanyag, az amorf polimerek közé tartozik. Magas a felületi fénye, ezért legtöbbször burkolatként alkalmazzák.
Előállítása sztirol és akrilnitril, tömb- vagy emulziós polimerizációjával történik polibutadién jelenlétében. Ekkor hosszú polibutadién láncok keletkeznek rövidebb polimerizált akrilnitril-sztirol kopolimer keresztkötésekkel.

## Főbb tulajdonságai
A tulajdonságait a három fő alkotóelem határozza meg: a sztirol biztosítja a jó feldolgozhatóságot, az akrilnitril a keménységet, hőállóságot és a kémiai ellenálló képességet, a butadién pedig a rugalmasságot, és az alacsony hőmérsékleten való keménységet.
Az arányaiban módosítható alkotóelemeknek és különböző adalékanyagok hozzáadásának köszönhetően specifikus képességekkel rendelkező anyagok is létrehozhatóak.
Az időjárás viszontagságainak kevésbé áll ellen, ezért főleg beltéri használatra javasolt. A hőmérséklet-tartomány, melyben használható körülbelül -20 °C és +80 °C közé tehető.
Ellenálló képessége a savakkal-lúgokkal szemben viszonylag nagy, de a tömény kénsav és a salétromsav megtámadja, az észterek, ketonok oldják, ahogy az aceton és az etilén-diklorid is.
Fröccsöntéssel és extrudálással dolgozható fel.

## Fő alkalmazási területei

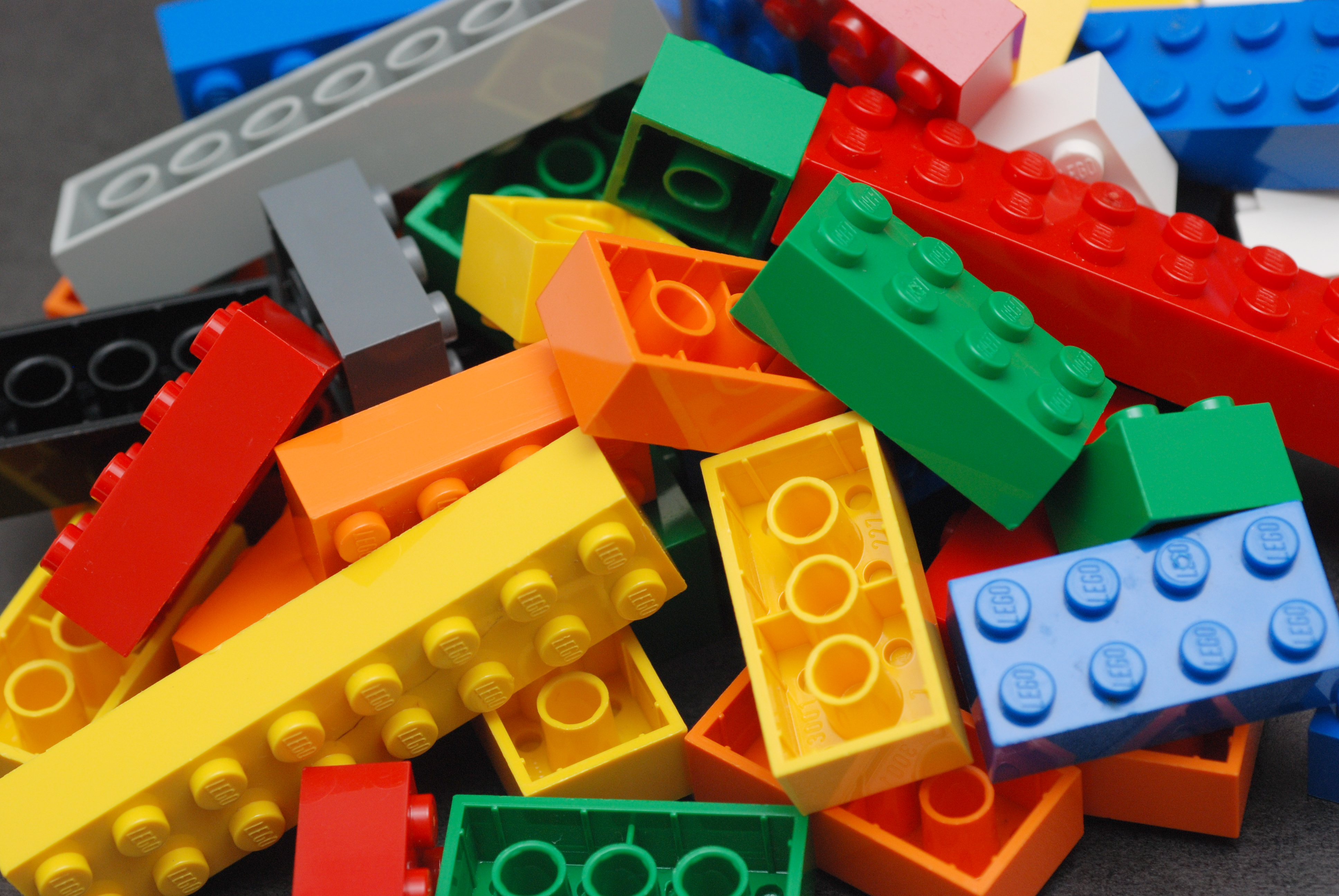
A LEGO kockák ABS műanyagból készülnek

Felhasználása elég sokrétű, használják például az autóiparban (műszerfal burkolat), háztartási eszközökben (hűtőgépek belső borítása), elektronikai eszközökben (mobiltelefonok külső burkolata), biztonsági sisakokban, játékokban és sok más fogyasztási cikkben. A LEGO-kockák alapanyaga is ABS.
3D nyomtatáshoz is készül belőle szál, amit nyomtatószálnak (filament) neveznek. Jó tulajdonságai és hozzáférhetősége miatt az egyik legelterjedtebb műanyagtípus ezen a területen.
Hasonló tulajdonságokkal rendelkező műanyag a polikarbonát.